# 平田荘
平田荘（ひらたのしょう）とは、旧大和国にあった荘園。大和一の大きさを誇った、葛下郡・広瀬郡に亘る散在性荘園。
現在の大和高田市、葛城市、北葛城郡広陵町、等域に及ぶ。
平安時代は雑役免荘で、摂関家領。鎌倉時代以降は近衛家領。春日大社が領家で、興福寺 一乗院が知行。室町時代には、2,200余町（大乗院寺社雑事記）あったという。大和武士である平田党（当麻氏、布施氏、岡氏、万歳氏　等：当麻氏・布施氏は争いながら共に高田氏とも称した。）の母体となった。平田党は、春日若宮祭（おん祭）で流鏑馬等重要な儀式を受け持った。